# Napbárka
| D58 | M17 | G6 | P3 |

| D58 | M17 | G6 | P3 |

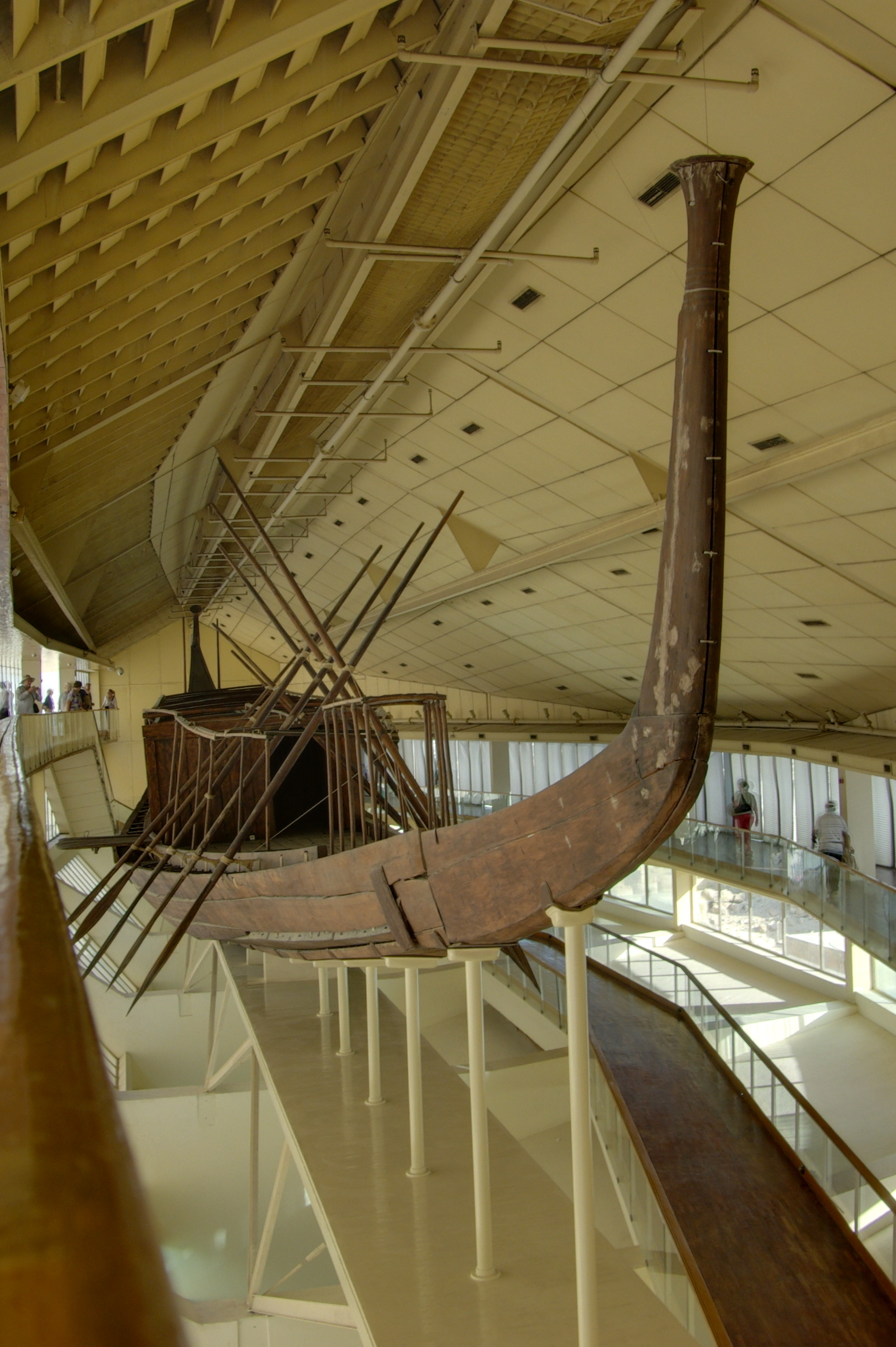
Hufu napbárkája

A napbárka az Ókori Egyiptom vallásában és uralkodókultuszában fontos szerepet töltött be. Egyrészt a mitológia szerint Ré napisten a napbárkáján teszi meg mindennapos útját az égen és az alvilágon keresztül, miközben megküzd Apepivel. Másrészt a napbárkák a fáraók temetési szertartásában nagy szerepet játszó elemek, melyek mitologikus vonatkozásaik szerint Ré napkultuszával kapcsolatosak, gyakorlati funkciójukban valószínűleg az elhunyt uralkodó utolsó útjának megkönnyítői. Már a II. dinasztia korából ismerünk bárkagödröket, de csak a IV. dinasztia második (vagy harmadik) uralkodója, Hufu sírja, a gízai nagy piramis mellől került elő olyan (egyébként rendkívül nagy méretű) hajó, amelyet összeállítani és restaurálni is lehetett.

## Ismert előfordulásai
A napbárka motívumához köthető ábrázolások már a Nagada-kultúra legkorábbi figurális díszítményein is megjelennek a Nagada I periódusban, majd a Nagada II szakaszban az egyik legfontosabb motívummá vált. Ebben az időben egyre gyakoribb a festményeken, edénydíszeken, sírok falain a hajóábrázolás. Ezeknek előfordulása a korban előre haladva egyre gyakoribb. A legtöbb ismert korai (0. dinasztia, Umm el-Kaáb) uralkodósírból ismertek.
Végül az első ismert bárkák a II. dinasztia Haszehemui nevű uralkodójának sírja mellett találhatók. Itt azonban mindjárt 12 darab, egysorban elhelyezett, gondosan épített vályogtáglával bélelt gödörben voltak a 19 és 29 méter közötti hosszúságú, valódi hajók. Az elrendezés nagy léptéke önmagában is azt sejtteti, hogy korábbi hagyomány továbbéléséről van szó, nem az első előfordulásról. Ez esetben a korábbi temetkezési kelléket, a hajómodellt váltotta fel az igazi hajó.
Bárkagödröket és a benne tárolt hajókat ezután sokáig nem találunk, sem a III. dinasztia lépcsős piramisainál, sem a IV. dinasztia mejdúmi és dahsúri piramisainál. Hufu piramisa mellett viszont mindjárt öt nagy bárkagödör van, és a leletek tanúsága szerint mindegyikben volt egy-egy teljes nagyságú, használható hajó. A bárkasírok ezután megint eltűntek, majd az V. dinasztia két uralkodója, Unisz és Noferirkaré sírjánál tűnik fel ismét. Niuszerrénél vályogtéglából épített bárka volt. Eddig a VI. dinasztia egyetlen piramisánál sem találtak bárkasírt, viszont annál több hajóábrázolás és hajómodell került elő.
A napbárka egy olyan hagyománynak tekinthető, ami eleinte csak egyes uralkodók számára volt fontos, az V. dinasztiától kezdve viszont sokkal szimbolikusabb módon oldották meg a hajók jelenlétét. Mindez a napkultusz terjedésével hozható összefüggésbe.

## A Napbárka vallási jelentősége

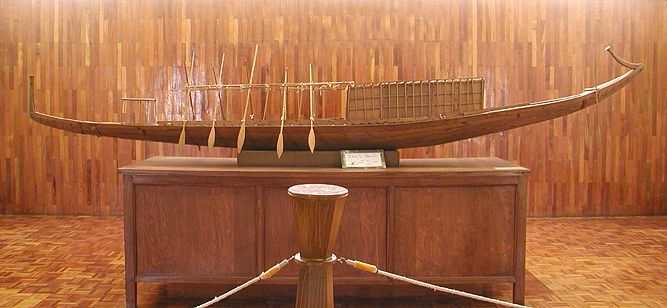
Hufu bárkájának modellje

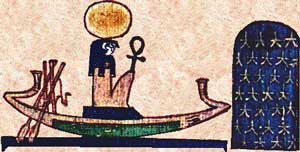
Ré napisten a napbárkán

A Ré napisten az ősi mítosz szerint a napbárkán hajózik minden nap keletről nyugatra, majd átkel az Alvilágon, annak az éjszaka 12 óráját jelentő 12 kapuján keresztül, és megküzd Apepivel, a világ elpusztítására áhítozó sötét lénnyel, fenntartva ezzel a világ örök körforgását és az élet mindennapos újjászületését a napkelte által.
A Piramisszövegek szerint az uralkodó lelke Ré bárkájába száll és kíséri a napistent. Más elképzelések szerint a cirkumpoláris (soha le nem nyugvó) csillagok társaságába kerül, de itt is szüksége lehet a bárkára, hiszen itt társai a fáradhatatlan csillagok, amelyek egyébként Ré éjszakai bárkájának legénységét alkotják. Jaroslaw Cerný megfigyelése szerint Hufu öt bárkagödréből négy a négy égtáj felé néz, vagyis az uralkodó lelke bármerre elindulhatott a hajóival. Már a III. dinasztiában Dzsószer Arany Nap (rˁ nbw) címe jelzi a Napkultusz terjedését, és ezzel párhuzamban figyelemre méltó az elődje, Haszehemui 12 napbárkája. A IV. dinasztiában Sznofru már a Nagy Isten (nṯr wr) jelzőt viseli, itt a jelzett isten feltehetően a Nap. Hufu idejében vélhetően tetőfokára hágott az uralkodó istenítésének szokása, olyannyira, hogy utódai már „csak” a Ré fia (s3 rˁ) címet vették fel – utalva saját isteni származásukra is, de még inkább Hufu isteni mivoltára.
Az V. dinasztiát aztán éppen a memphiszi Ré-főpap, Uszerkaf alapította meg. Ettől kezdve a Nap jelképei és a naptemplomok megsokasodtak. Így a napkultusszal kapcsolatba hozható napbárka látszólagos eltűnése inkább egyfajta szemléletváltást jelez, a szimbólumok használatát.